# Pure (альбом Godflesh)
Pure — второй студийный альбом британской индастриал-метал-группы Godflesh, выпущенный 13 апреля 1992 года на лейбле Earache Records. На песню «Mothra» был снят музыкальный клип. CD-версия альбома содержит дополнительно два бонус-трека.

## Список композиций
| №                   | Название                                             | Длительность |
| ------------------- | ---------------------------------------------------- | ------------ |
| 1.                  | «Spite»                                              | 4:31         |
| 2.                  | «Mothra»                                             | 4:31         |
| 3.                  | «I Wasn't Born to Follow»                            | 7:22         |
| 4.                  | «Predominance»                                       | 6:16         |
| 5.                  | «Pure»                                               | 5:02         |
| 6.                  | «Monotremata»                                        | 9:21         |
| 7.                  | «Baby Blue Eyes»                                     | 4:39         |
| 8.                  | «Don't Bring Me Flowers»                             | 6:48         |
| 9.                  | «Love, Hate (Slugbaiting)» (бонус трек на CD-релизе) | 9:57         |
| 10.                 | «Pure II» (бонус трек на CD-релизе)                  | 21:04        |
| Общая длительность: | Общая длительность:                                  | 79:31        |

## Участники записи
- Джастин Бродрик — вокал, гитара, программирование, микширование, сэмплинг
- Бен Грин (G.C. Green) — бас-гитара
- Роберт Хэмпсон (англ. Robert Hampson) — гитара (треки 1, 3, 4, 8, 10)
- Пол Невилл (англ. Paul Neville) — гитара (трек 9)